# Râul Sterminos, Jiul de Est
Râul Sterminos este un curs de apă, afluent al râului Jiul de Est.

## Hărți
- Harta județului Hunedoara
- Harta munților Parâng [nefuncțională – arhivă]